# Giovanni Vacca
Pour les articles homonymes, voir Vacca.
Giovanni Vacca (né le 18 novembre 1872 à Gênes et mort le 6 janvier 1953 à Rome) fut d'abord mathématicien, s'intéressa à l'histoire des sciences, puis fit carrière comme sinologue. Il reste connu pour avoir été un proche collaborateur de Giuseppe Peano, et de son programme de formalisation des mathématiques.

## Biographie
Fils de Frédérico Vacca, président de la cour d'appel de Gênes et d'Ernesta Queirolo, Giovanni Vacca est attiré très tôt par les idées socialistes. Ami de Filippo Turati, il assiste en 1892 à la fondation du parti socialiste italien,. Celui-ci regroupe des mouvements d'inspiration marxiste ou réformistes (comme celui de Turati). Après les répressions qui s'ensuivent, Vacca est banni de Gênes pour un an en 1897, année où il est fait docteur (lauréat) es mathématiques (de l'université de Gênes). Sa thèse porte sur la cristallographie.
Il rejoint ensuite Giuseppe Peano à Turin comme assistant de 1897 à 1902 (puis à nouveau une année en 1904). Celui-ci y tient la chaire de calcul infinitésimal, mais c'est aussi l'époque de la rédaction de son Formulaire de mathématiques, dont les éditions successives s'étalent de 1895 à 1908, et Vacca en devient l'un des collaborateurs. Il y participe en particulier aux notes historiques. En 1899, il se rend à Hanovre pour étudier les manuscrits de Leibniz, (dont il publiera quelques extraits en 1903). Ses discussions à ce sujet avec Louis Couturat à Paris en 1900 lors du premier Congrès mondial de philosophie ont une influence décisive sur ce dernier,. Les travaux de Couturat sur Leibniz (La Logique de Leibniz 1901, Opuscules et fragments inédits de Leibniz 1903) conduiront à la redécouverte d'une partie de la pensée du philosophe-mathématicien.
De retour à Gênes en 1902, il reprend ses activités politiques, il est conseiller municipal socialiste, et membre de l'administration du parti. Parallèlement Il est assistant à l'université de Gênes en minéralogie, où il donne un cours de logique mathématique. Il retrouve Peano à Turin pour une année en 1904.
Éprouvant un intérêt croissant pour la Chine depuis 1898, avant tout pour la logique et la grammaire de sa langue, Vacca prend quelques leçons de chinois auprès de missionnaires revenus d'Orient. En 1905 il se décide à rejoindre l'université de Florence pour y étudier le chinois sous la direction du professeur Carlo Puini (it)Carlo Puini. En 1907 et 1908, il traverse la Chine, et reste un an à Cheng-tu. De retour à Florence, il reçoit en 1910 une libera docenza (habilitation à enseigner à l'université) en langue et littérature chinoise. Il enseigne la littérature chinoise à Rome de 1911 à 1922, date à laquelle il succède à son maître à Florence, à la chaire d'histoire et géographie de l'Asie orientale. Parallèlement, en 1911, il se consacre à l'édition des œuvres d'un autre collaborateur de Peano, Giovanni Vailati (it), avec qui il s'était lié d'amitié lors de son premier séjour à Florence.
Vacca continuera à s'intéresser aux mathématiques et à l'histoire des mathématiques en parallèle de sa carrière de sinologue, et à publier sur ces sujets.
En 1924, il rejoint l'université de Rome pour un poste de professeur dans le même domaine, et y enseigne jusqu'à sa retraite en 1947.